# Schladen (Hohenberg-Krusemark)
Schladen ist ein Wohnplatz im Ortsteil Hohenberg-Krusemark der Gemeinde Hohenberg-Krusemark im Landkreis Stendal, Sachsen-Anhalt.

## Geografie
Die Siedlung liegt an der Straße „Schladen“, ½ Kilometer nordwestlich von Hohenberg in der Altmark am Schladener Graben, der nach Süden in den Balsamgraben fließt.
Nachbarorte sind Hohenberg und Krusemark im Süden, Bertkow im Westen und Hindenburg im Norden.

## Geschichte
Auf einer Karte, die um 1780 entstand, ist Die Schladau Hütung verzeichnet. Im Jahr 1830 hatte der Rittmeister von Pritzelwitz auf bäuerlichen Grundstücken ein Vorwerk angelegt.
1839 wurde der Name des Etablissements Schladen im Amtsblatt bekanntgegeben.

### Einwohnerentwicklung
| Jahr | Einwohner |
| ---- | --------- |
| 1840 | 12        |
| 1871 | 29        |
| 1885 | 22        |
| 1895 | 21        |
| 1905 | 0         |

## Religion
Die evangelischen Christen aus Schladen sind nach Krusemark eingekircht.

## Verkehr
Es verkehren Linienbusse und Rufbusse von stendalbus.